# Pablo Casals
Pablo Casals ili Pau Casals i Defilló (El Vendrell, Katalonija, Španjolska, 29. prosinca 1875. – San Juan, Portoriko, 22. listopada 1973.), katalonski - španjolski violončelist, dirigent i skladatelj.

## Kratka Biografija
Pablo Casals se smatra jednim od najvećih violončelista i skladatelja 20-og stoljeća. Na početku Prvog svjetskog rata bio je na vrhuncu umjetničke snage i nastupao po cijeloj Europi. Nakon izbijanja građanskog rata 1936. u Španjolskoj i dolaska Franca na vlast,  napušta domovinu i seli u Francusku. 1946.godine iz protesta protiv Francovog režima i ostalih vlada koje zlostavljaju svoje građane odlučuje da više neće nastupati.1956.godine se seli u Portoriko gdje osniva "Festival Casals", simfonijski orkestar i glazbenu školu. I dalje nije nastupao u zemljama koje su službeno priznavale Francov režim.  Godine 1961. je napravio jednu iznimku i nastupio pred predsjednikom SAD-a J.F.Kennedyjem na njegov poziv. 1971. godine kada je imao 95 godina svira pred Generalnom Skupštinom Ujedinjenih naroda. Tijekom godina bavio se i pedagoškim radom i predavao je na mnogim poznatim svjetskim sveučilištima. Kao veliki humanista i vrlo aktivan u svom mirovnom radu, bio je nominiran i za Nobelovu nagradu za mir. Nikad se nije vratio u Španjolsku. Umire 1973. u Portoriku.  	Nakon smrti diktatora Franca, Casalsovi su tjelesni smrtni ostaci preneseni u rodnu mu Kataloniju(1979.). Postumno ga je španjolski kralj Juan Carlos I nagradio te je 1976. izdana poštanska marka s likom Casalsa.
Neka od njegovih najpoznatijih djela su Sardanes (sardana je vrsta katalonskog plesa): Sardana Festívola 1908., Sardana za orkestar i violončelo (Sant Fèlix) 1927., i Sardana "Sant Martí del Canigó"( Sardana de l'exili) 1943.godine, te oratorij El pessebre kojeg je prvi put izveo 1960.godine. 
Casals je bio poznat po virtuoznom izvođenju Bachovih suita za violončelo. 

## Vanjske poveznice
- Pablo Casals svira Bachovu Suite No. 1 VIDEO
- Pablo Casals svira pred Ujedinjenim Narodima VIDEO
- Festival Casals u Portoriku  Arhivirana inačica izvorne stranice od 1. veljače 2009. (Wayback Machine)